# Maoridrilus transalpinus
Maoridrilus transalpinus är en ringmaskart som beskrevs av Lee 1959. Maoridrilus transalpinus ingår i släktet Maoridrilus och familjen Acanthodrilidae. Inga underarter finns listade i Catalogue of Life.